# Barman

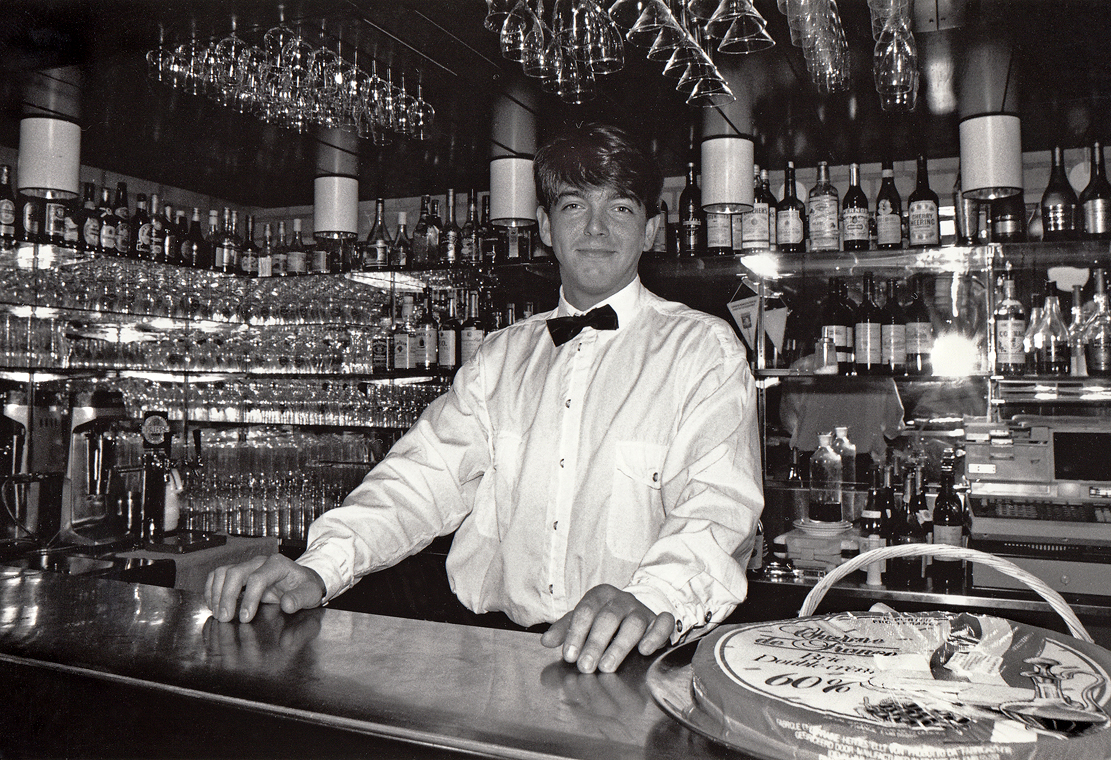
Barman, Skyline Hotel Malmö, 1992

Barman – osoba zajmująca się zawodowo obsługą bufetu (pot. baru) w lokalu gastronomicznym (np. barze, restauracji, pubie, kawiarni).
Do obowiązków barmana zalicza się głównie przygotowywanie napojów (zarówno bezalkoholowych jak i alkoholowych - w tym wykonywanie koktajli), co często związane jest również z ich bezpośrednim wydawaniem klientom przy bufecie.

## Historia
Barman jest przez niektórych uważany za jeden z najstarszych zawodów. Sądzi się, że pojawił się kilka tysięcy lat temu w różnych miejscach. Znany był między innymi w starożytnym Rzymie i Grecji, a nawet w Azji. Byli to zazwyczaj karczmarze, którzy własnoręcznie produkowali piwa i inne alkohole, które serwowali swoim gościom. W tamtym czasie zawód nie cieszył się zbytnim szacunkiem. Pionierzy barmaństwa jako poważnego zawodu pojawili się w XIX wieku. Jerry Thomas ugruntował wizerunek barmana jako kreatywnego profesjonalisty, uznawanego za ojca amerykańskiej miksologii. Harry Johnson opublikował Nowy i ulepszony ilustrowany podręcznik barmana Harry'ego Johnsona w 1882 roku. Thomas i Johnson dodali do swoich koktajli aromatyzowane alkohole spirytusowe, likiery i wina wzmocnione, co było nową koncepcją. Po tych dwóch publikacjach miksologia nabrała rozpędu. Pod koniec XIX wieku termin miksologia był powszechny i szeroko stosowany.
Po popularności koktajlu na początku XX wieku Amerykanie stanęli w obliczu przepisów prohibicyjnych wydanych przez rząd federalny. Jednak kultura barmańska pozostała żywa przez cały okres prohibicji. Pracując w podziemnych barach, barmani nadal dostarczali swoim klientom pyszne koktajle. Po zawieszeniu osiemnastej poprawki i ponownym wprowadzeniu na rynek legalnego alkoholu, era koktajli niestety uległa pogorszeniu. Ludzie pili mniej, a Wielki Kryzys poważnie ograniczył możliwość zakupu drinka. Koktajle zaczęły być dostępne tylko dla bogatych i sławnych. Gwiazdy w Los Angeles upodobały sobie przepisy z dawnych czasów. Ale ogół populacji nie mieszał już napojów. Indywidualizm został zmiażdżony podobnie jak przemysł spożywczy. Branża potrzebowała renesansu i dopiero pod koniec lat 90. można było zaobserwować prawdziwe odrodzenie baru koktajlowego.